# 千代田駅
千代田駅（ちよだえき）は、大阪府河内長野市にある、南海電気鉄道高野線の駅。駅番号はNK68。

## 概要
駅南方に南海電鉄の千代田検車区（現在の小原田検車区千代田検車支区）、千代田工場があり、この駅を始発・終着とする列車もある。1996年（平成8年）に橋本市に小原田検車区が開設されたことで、当駅始発は少なくなっていたが、2005年（平成17年）10月16日改正で再び増加した。

## 歴史
- 1938年（昭和13年）2月11日：大阪陸軍幼年学校の移転に伴い、南海鉄道の滝谷駅 - 長野駅（現・河内長野駅）間に新設。
- 1944年（昭和19年）6月1日：会社合併により近畿日本鉄道の駅となる。
- 1947年（昭和22年）6月1日：路線譲渡により南海電気鉄道の駅となる。
- 1989年（平成元年）：駅舎を橋上化。駅西側バスターミナルを整備。
- 2007年（平成19年）1月18日：ICカード専用改札機を設置。
- 2012年（平成24年）
  - 3月：バリアフリー化工事完成。エレベーター設置。
  - 4月1日：駅ナンバリングが導入され、使用を開始[1][2]。
- 2013年（平成25年）3月：駅東側ロータリーを整備。
- 2022年（令和4年）5月31日：改札外横の駅売店が閉店[3]。

## 駅構造
相対式ホーム2面2線の設備を持つ地上駅。ホーム有効長は8両。1989年（平成元年）に完成した橋上駅舎を有している。それまでは上下線別改札であり、入場後はホーム同士の移動ができなかった。橋上化当初はエレベーターが設置されていなかったが、2012年3月に2基設置された。このエレベーターは東出口と1番線ホーム、西出口と2番線ホームの共用型になっている。
橋本方に小原田検車区千代田検車支区、千代田工場がある。交番検査時には南海本線の車両も入線する。その為、当駅始発・終着の各停が数多く設定されている。また、平日の朝ラッシュ時に当駅始発の上り準急行が設定されている。

### のりば
| のりば | 路線   | 方向 | 行先       |
| ------ | ------ | ---- | ---------- |
| 1      | 高野線 | 下り | 高野山方面 |
| 2      | 高野線 | 上り | なんば方面 |

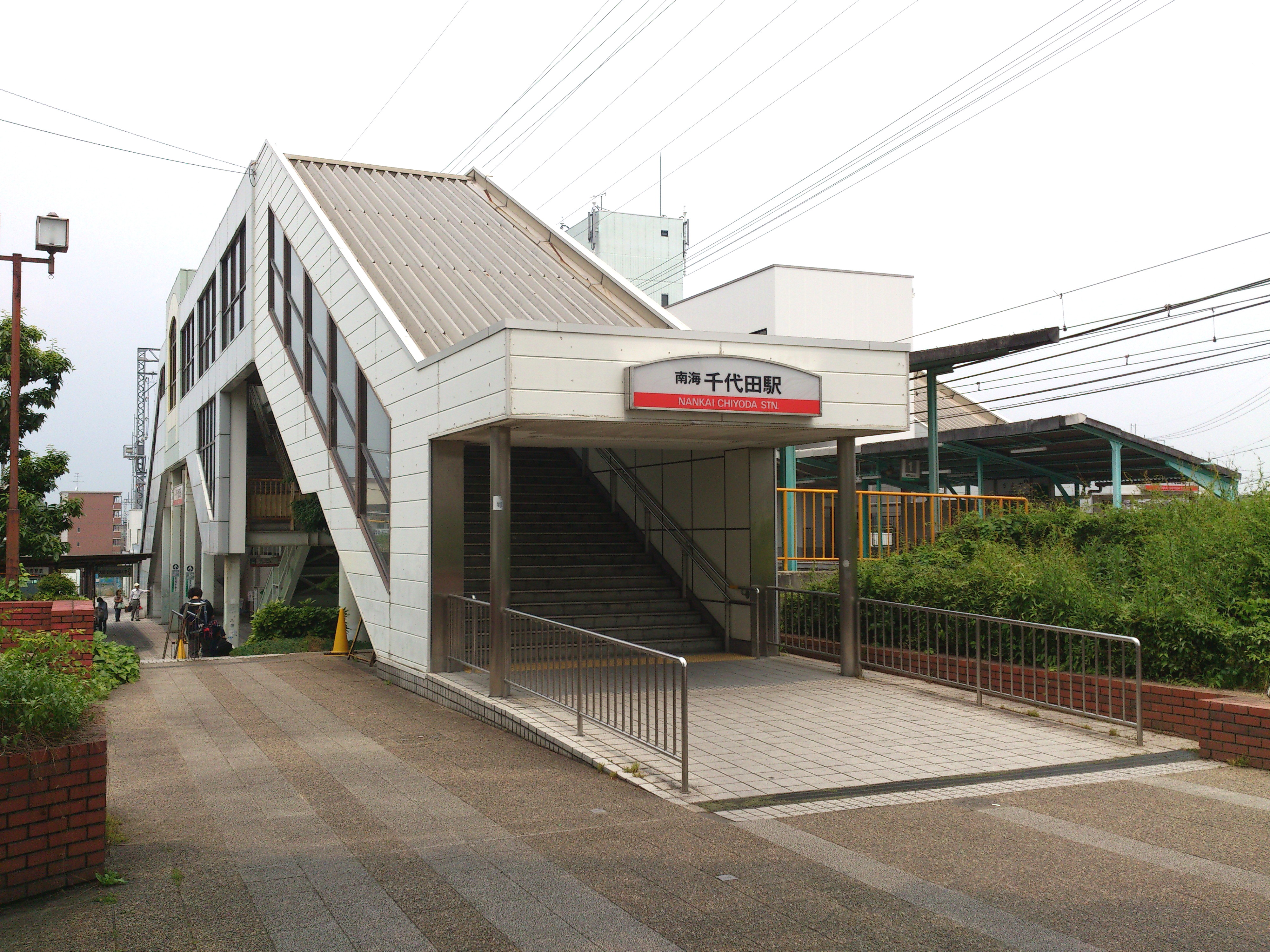
西出口
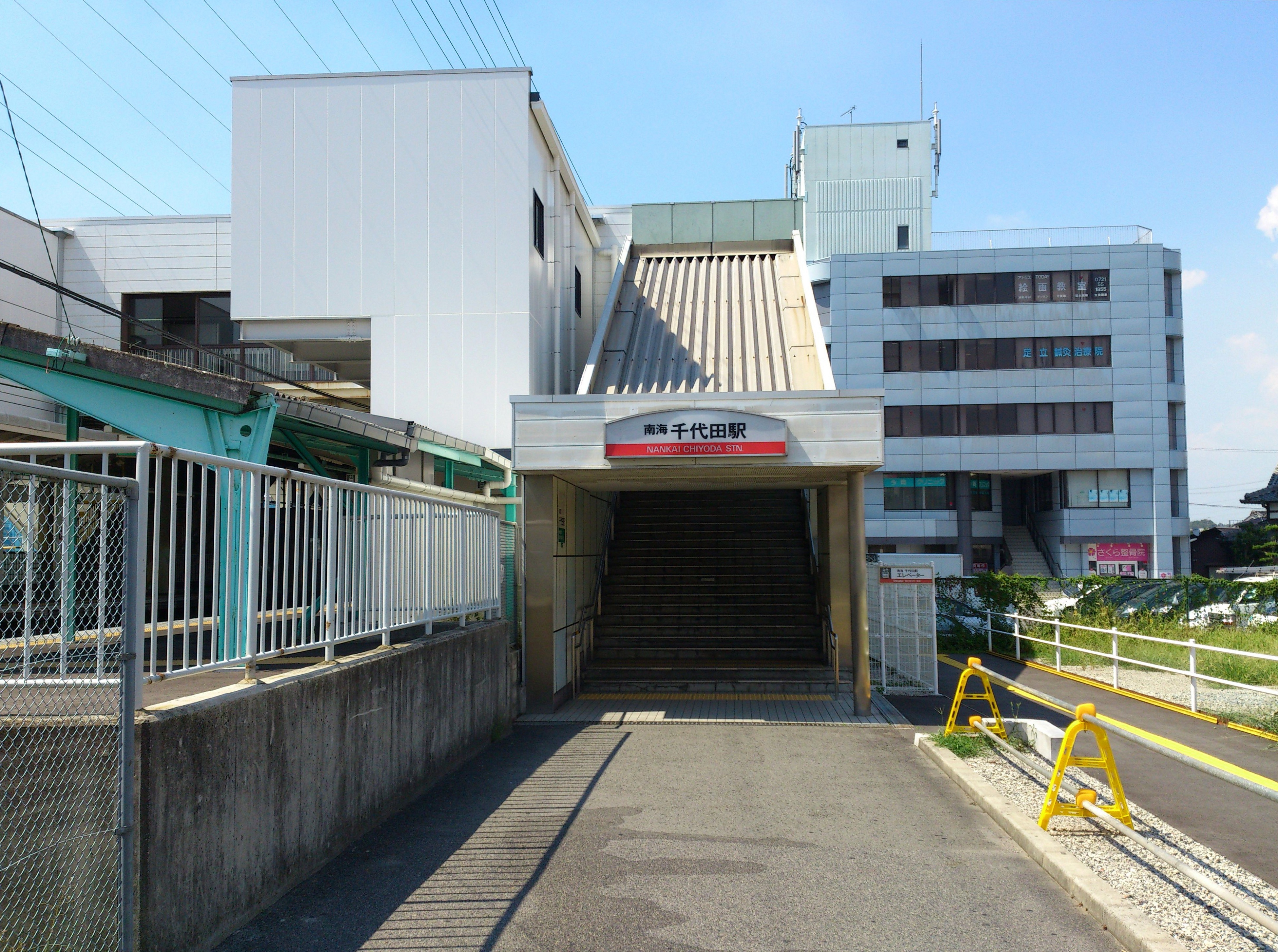
東出口
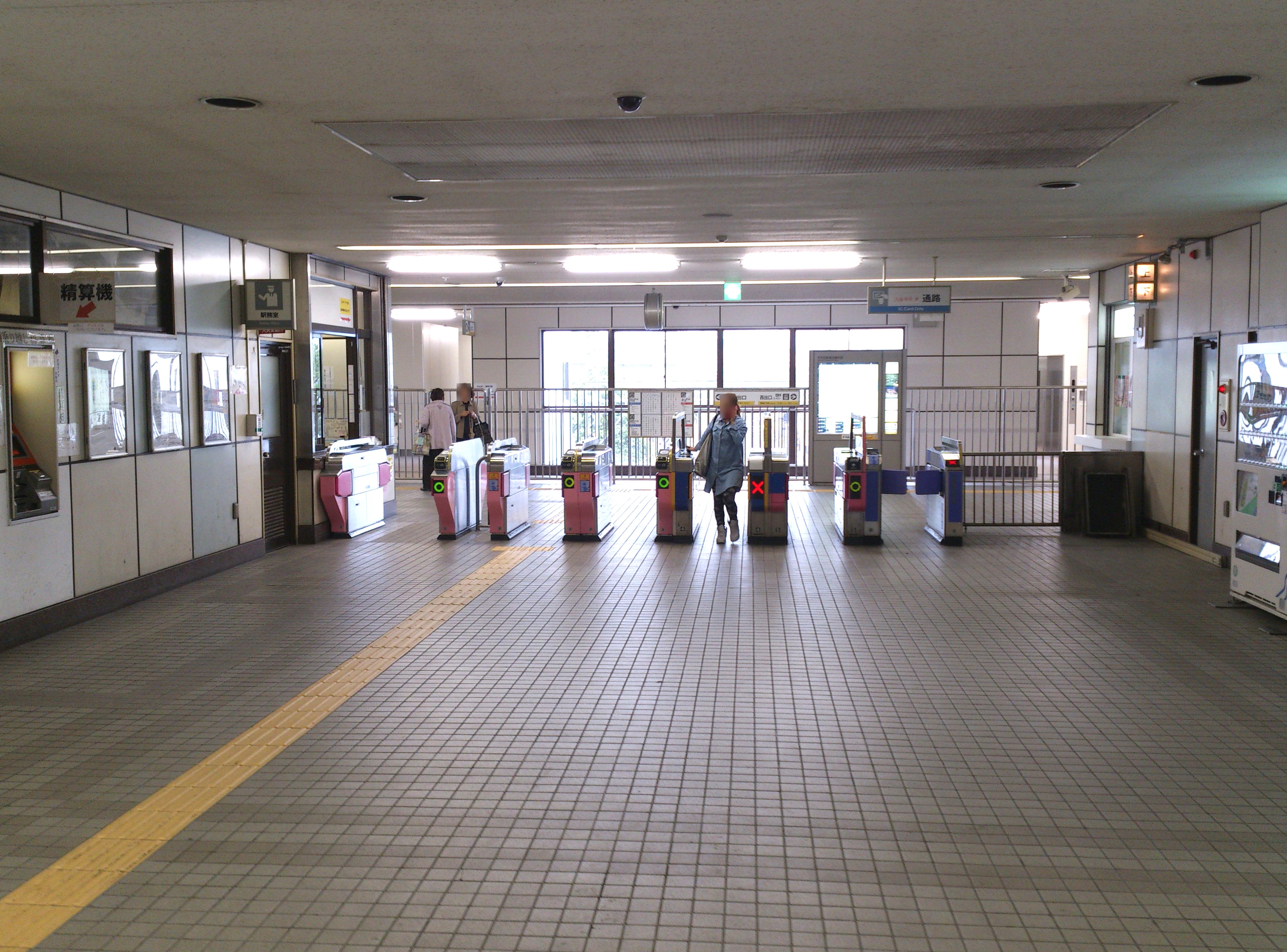
改札口
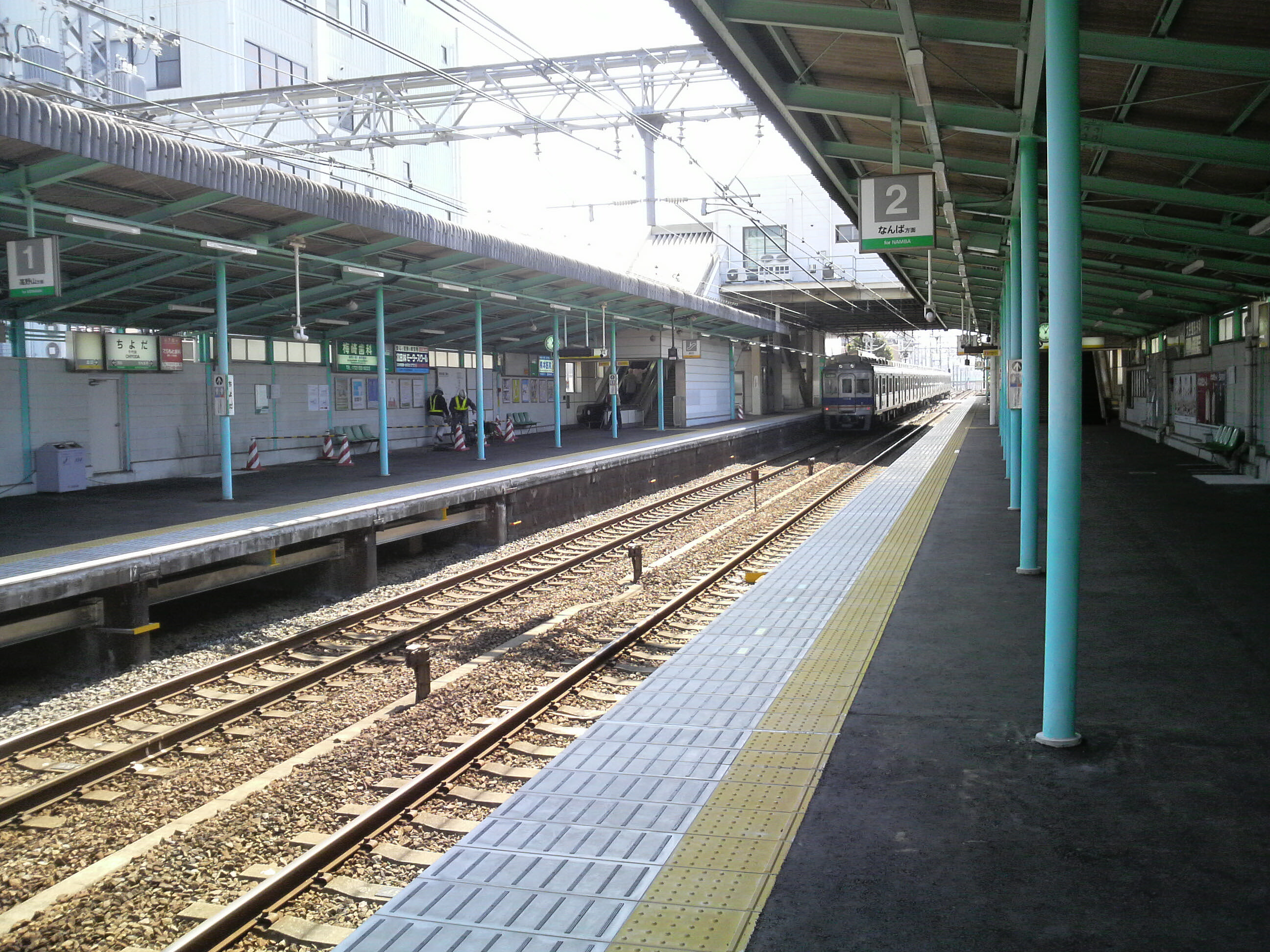
プラットホーム

## 利用状況
2023年（令和5年）度の1日平均乗降人員は11,246人で、南海の駅（100駅）では三日市町駅に次ぐ23位である。
各年度の1日平均利用状況は下表の通り。
| 年次               | 乗降人員 | 増減率 | 順位 | 出典       |
| ------------------ | -------- | ------ | ---- | ---------- |
| 2013年（平成25年） | 15,496   | 0.7%   | 20位 | [ 南海 1 ] |
| 2014年（平成26年） | 14,869   | -4.0%  | 20位 | [ 南海 1 ] |
| 2015年（平成27年） | 14,690   | -1.2%  | 21位 | [ 南海 1 ] |
| 2016年（平成28年） | 14,194   | -3.4%  | 21位 | [ 南海 2 ] |
| 2017年（平成29年） | 14,216   | 0.2%   | 21位 | [ 南海 3 ] |
| 2018年（平成30年） | 13,988   | -1.6%  | 22位 | [ 南海 4 ] |
| 2019年（令和元年） | 13,425   | -4.0%  | 22位 | [ 南海 5 ] |
| 2020年（令和02年） | 10,787   | -19.6% | 21位 | [ 南海 6 ] |
| 2021年（令和03年） | 10,723   | -0.6%  | 22位 | [ 南海 7 ] |
| 2022年（令和04年） | 11,194   | 4.4%   | 22位 | [ 南海 8 ] |
| 2023年（令和05年） | 11,246   | 0.5%   | 23位 | [ 南海 9 ] |

### 各年次利用状況
大阪府統計年鑑によると、各年次の1日平均利用状況は下表の通り。
| 年次               | 乗車人員 | 降車人員 | 乗降人員 | 出典          |
| ------------------ | -------- | -------- | -------- | ------------- |
| 1990年（平成02年） | 12,447   | 12,678   | 25,125   | [ 大阪府 1 ]  |
| 1991年（平成03年） | 12,527   | 12,842   | 25,369   | [ 大阪府 2 ]  |
| 1992年（平成04年） | 12,269   | 12,520   | 24,789   | [ 大阪府 3 ]  |
| 1993年（平成05年） | 12,119   | 12,378   | 24,497   | [ 大阪府 4 ]  |
| 1994年（平成06年） | 11,774   | 12,006   | 23,780   | [ 大阪府 5 ]  |
| 1995年（平成07年） | 11,629   | 11,896   | 23,525   | [ 大阪府 6 ]  |
| 1996年（平成08年） | 11,522   | 11,659   | 23,181   | [ 大阪府 7 ]  |
| 1997年（平成09年） | 11,010   | 11,147   | 22,157   | [ 大阪府 8 ]  |
| 1998年（平成10年） | 10,659   | 10,699   | 21,358   | [ 大阪府 9 ]  |
| 1999年（平成11年） | 10,102   | 10,136   | 20,238   | [ 大阪府 10 ] |
| 2000年（平成12年） | 9,671    | 9,688    | 19,359   | [ 大阪府 11 ] |
| 2001年（平成13年） | 9,279    | 9,283    | 18,562   | [ 大阪府 12 ] |
| 2002年（平成14年） | 8,957    | 9,163    | 18,120   | [ 大阪府 13 ] |
| 2003年（平成15年） | 8,987    | 9,736    | 18,723   | [ 大阪府 14 ] |
| 2004年（平成16年） | 8,606    | 9,310    | 17,916   | [ 大阪府 15 ] |
| 2005年（平成17年） | 8,513    | 9,209    | 17,722   | [ 大阪府 16 ] |
| 2006年（平成18年） | 8,328    | 9,013    | 17,341   | [ 大阪府 17 ] |
| 2007年（平成19年） | 8,263    | 8,938    | 17,201   | [ 大阪府 18 ] |
| 2008年（平成20年） | 8,089    | 8,725    | 16,814   | [ 大阪府 19 ] |
| 2009年（平成21年） | 7,843    | 8,468    | 16,311   | [ 大阪府 20 ] |
| 2010年（平成22年） | 7,672    | 8,288    | 15,960   | [ 大阪府 21 ] |
| 2011年（平成23年） | 7,472    | 8,098    | 15,570   | [ 大阪府 22 ] |
| 2012年（平成24年） | 7,357    | 8,037    | 15,394   | [ 大阪府 23 ] |
| 2013年（平成25年） | 7,487    | 8,008    | 15,495   | [ 大阪府 24 ] |
| 2014年（平成26年） | 7,266    | 7,603    | 14,869   | [ 大阪府 25 ] |
| 2015年（平成27年） | 7,184    | 7,519    | 14,703   | [ 大阪府 26 ] |
| 2016年（平成28年） | 6,901    | 7,292    | 14,193   | [ 大阪府 27 ] |
| 2017年（平成29年） | 6,901    | 7,316    | 14,217   | [ 大阪府 28 ] |
| 2018年（平成30年） | 6,808    | 7,181    | 13,989   | [ 大阪府 29 ] |
| 2019年（令和元年） | 6,488    | 6,947    | 13,435   | [ 大阪府 30 ] |
| 2020年（令和02年） | 5,270    | 5,517    | 10,787   | [ 大阪府 31 ] |
| 2021年（令和03年） | 5,228    | 5,496    | 10,724   | [ 大阪府 32 ] |
| 2022年（令和04年） | 5,452    | 5,742    | 11,194   | [ 大阪府 33 ] |

## 駅周辺

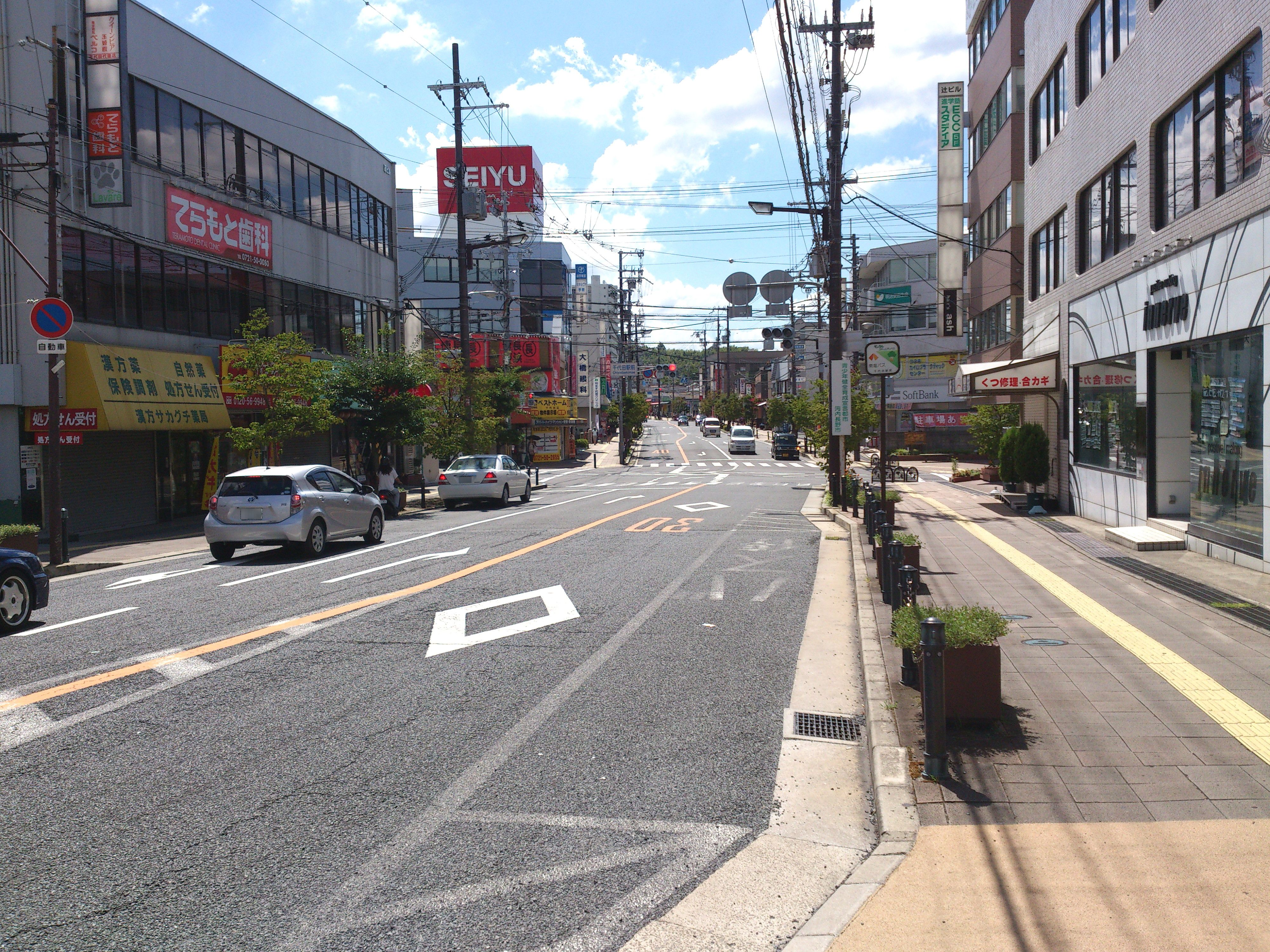
千代田駅前交差点

駅東側には千代田南町や木戸東町（府営河内長野木戸住宅）など、駅西側には貴望ヶ丘や千代田台町、荘園町、緑ヶ丘などの住宅地が広がっている。千代田南町などを除いて各方面へ路線バスが発着している (後述)。また、大阪千代田短期大学直行のスクールバスも発着している。

### 商業施設

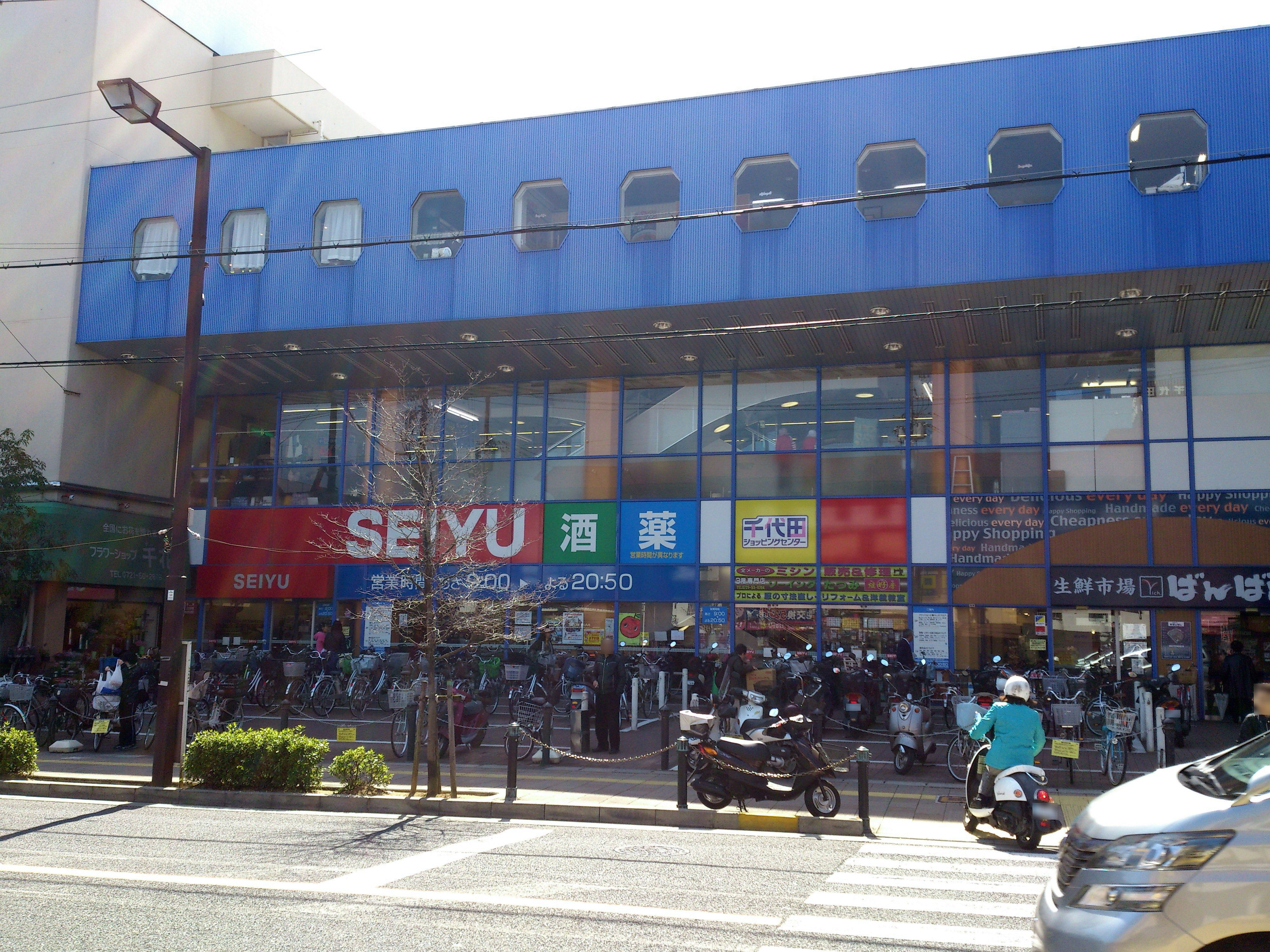
千代田ショッピングセンター

- 千代田ショッピングセンター
  - 西友 千代田店[5]
    - しまむら 西友千代田店
    - セリア 西友千代田店

  - 生鮮市場richばんばん
- ディオ河内長野店
- ウエルシア河内長野千代田駅前店、

### 行政機関
- 河内長野市立千代田公民館
- 河内長野市消防署北出張所

### 教育機関
- 河内長野市立楠小学校
- 河内長野市立小山田小学校
- 河内長野市立千代田小学校
- 河内長野市立千代田中学校
- 大阪府立長野高等学校
- 大阪府立長野北高等学校
- 大阪暁光高等学校
- 大阪千代田短期大学

### 金融機関
- 日本郵政グループ
  - 千代田郵便局
- 銀行・信金
  - りそな銀行 河内千代田支店
  - 徳島大正銀行 千代田支店
  - 大阪シティ信用金庫 河内長野支店
  - JA大阪南 千代田支店
  - 三菱UFJ銀行 南海千代田駅前出張所

### 医療機関
- 大阪南医療センター

### 工場
- モリ工業 河内長野工場
- NTN 金剛製作所

### その他
- 寺ヶ池
- 寺ヶ池公園
- 灰原池
- 菱こ池

## バス路線
南海バスが発着。停留所名は「千代田駅前」。一般路線はすべて河内長野営業所が担当。
のりばは駅西側のバスターミナルを中心に、一部は駅南側の道路上（りそな銀行河内千代田支店付近）に発着している。道路上ののりばには河内長野市のコミュニティバスであるモックルコミュニティバスが発着し、これも南海バス河内長野営業所が委託の形で運行している。
このほか深夜急行バスが降車扱いのみ行うが、2025年2月現在運休中となっている。
| のりば | 路線名                       | 系統・行先                  | 備考                 |
| ------ | ---------------------------- | --------------------------- | -------------------- |
| 1      | 荘園町線                     | 421系統：荘園町方面         |                      |
| 1      | 荘園町線                     | 421C系統：荘園橋            | 平日夜2本のみ運行    |
| 2      | 緑ヶ丘線                     | 420系統：緑ヶ丘北町         |                      |
| 3      | 河内長野・泉ヶ丘線           | 470系統：泉ヶ丘駅           | 日中のみ運行         |
| 3      | 河内長野・狭山ニュータウン線 | 472系統：近畿大学病院前方面 | 平日朝1本のみ運行    |
| 3      |                              | 470・472系統：河内長野駅前  | 本多町経由           |
| 3      | 千代田線                     | 422系統：貴望ヶ丘           | ほぼ朝夕のみの運行   |
| 西行   | 千代田線                     | 415系統：河内長野駅前       | 河内長野市役所前経由 |
| 東行   | 千代田線                     | 415・415C系統：木戸東町方面 |                      |

## 隣の駅
南海電気鉄道
 高野線
■快速急行・■急行
通過
■区間急行・■準急・■各停
滝谷駅 (NK67) - 千代田駅 (NK68) - 河内長野駅 (NK69)

### 記事本文

### 利用状況
1. ↑  ハンドブック南海 - 南海電鉄
2. ↑  大阪府統計年鑑 - 大阪府

#### ハンドブック南海
1. 1 2 3  ハンドブック南海2016 鉄道事業 (PDF)
2. ↑  ハンドブック南海2017 鉄道事業 (PDF)
3. ↑  ハンドブック南海2018 鉄道事業 (PDF)
4. ↑  ハンドブック南海2019 鉄道事業 (PDF)
5. ↑  ハンドブック南海2020 鉄道事業 (PDF)
6. ↑  ハンドブック南海2021 鉄道事業 (PDF)
7. ↑  ハンドブック南海2022 鉄道事業 (PDF)
8. ↑  ハンドブック南海2023 鉄道事業 (PDF)
9. ↑  ハンドブック南海2024 鉄道事業 (PDF)

#### 大阪府統計年鑑
1. ↑  大阪府統計年鑑（平成3年） (PDF)
2. ↑  大阪府統計年鑑（平成4年） (PDF)
3. ↑  大阪府統計年鑑（平成5年） (PDF)
4. ↑  大阪府統計年鑑（平成6年） (PDF)
5. ↑  大阪府統計年鑑（平成7年） (PDF)
6. ↑  大阪府統計年鑑（平成8年） (PDF)
7. ↑  大阪府統計年鑑（平成9年） (PDF)
8. ↑  大阪府統計年鑑（平成10年） (PDF)
9. ↑  大阪府統計年鑑（平成11年） (PDF)
10. ↑  大阪府統計年鑑（平成12年） (PDF)
11. ↑  大阪府統計年鑑（平成13年） (PDF)
12. ↑  大阪府統計年鑑（平成14年） (PDF)
13. ↑  大阪府統計年鑑（平成15年） (PDF)
14. ↑  大阪府統計年鑑（平成16年） (PDF)
15. ↑  大阪府統計年鑑（平成17年） (PDF)
16. ↑  大阪府統計年鑑（平成18年） (PDF)
17. ↑  大阪府統計年鑑（平成19年） (PDF)
18. ↑  大阪府統計年鑑（平成20年） (PDF)
19. ↑  大阪府統計年鑑（平成21年） (PDF)
20. ↑  大阪府統計年鑑（平成22年） (PDF)
21. ↑  大阪府統計年鑑（平成23年） (PDF)
22. ↑  大阪府統計年鑑（平成24年） (PDF)
23. ↑  大阪府統計年鑑（平成25年） (PDF)
24. ↑  大阪府統計年鑑（平成26年） (PDF)
25. ↑  大阪府統計年鑑（平成27年） (PDF)
26. ↑  大阪府統計年鑑（平成28年） (PDF)
27. ↑  大阪府統計年鑑（平成29年） (PDF)
28. ↑  大阪府統計年鑑（平成30年） (PDF)
29. ↑  大阪府統計年鑑（令和元年） (PDF)
30. ↑  大阪府統計年鑑（令和2年） (PDF)
31. ↑  大阪府統計年鑑（令和3年） (PDF)
32. ↑  大阪府統計年鑑（令和4年） (PDF)
33. ↑  大阪府統計年鑑（令和5年） (PDF)